# Büttelberg
Der Büttelberg ist eine 530 m ü. NHN hohe, waldreiche Erhebung im Nordteil der Frankenhöhe in Mittelfranken  (Bayern).
Der Berg erhebt sich rund 3 km südlich von Marktbergel und liegt am Südrand des Gemeindegebietes. An seinem westlichen Ende liegt der Gemeindeteil Ermetzhof, nordöstlich verläuft die Bundesstraße 13. Seit 1952 befindet sich auf dem Berg der gleichnamige Sender Büttelberg des Bayerischen Rundfunks.
Am Büttelberg verlaufen die Fernwanderwege Europäische Wasserscheide entlang der europäischen Hauptwasserscheide, der Jean-Haagen-Weg und der Zollernweg.